# Kazakstan i olympiska sommarspelen 2004
Kazakstan i olympiska sommarspelen 2004 bestod av 114 idrottare som blivit uttagna av Kazakstans olympiska kommitté.

## Medaljer
| Medalj | Namn               | Sport         | Gren                                     |
| ------ | ------------------ | ------------- | ---------------------------------------- |
| 1      | Baqtijar Artajev   | Boxning       | Herrarnas weltervikt                     |
| 2      | Gennadij Golovkin  | Boxning       | Herrarnas mellanvikt                     |
| 2      | Gennadij Lalijev   | Brottning     | Herrarnas weltervikt, fristil            |
| 2      | Georgij Tsurtsumia | Brottning     | Herrarnas supertungvikt, grekisk-romersk |
| 2      | Sergej Filimonov   | Tyngdlyftning | Herrarnas 77 kg                          |
| 3      | Serik Jeleuov      | Boxning       | Herrarnas lättvikt                       |
| 3      | Dmitrij Karpov     | Friidrott     | Herrarnas tiokamp                        |
| 3      | Mchitar Manukjan   | Brottning     | Herrarnas lättvikt, grekisk-romersk      |

## Boxning
| Idrottare              | Gren            | Sextondelsfinaler       | Åttondelsfinaler        | Kvartsfinaler            | Semifinaler           | Final                           | Final            |
| Idrottare              | Gren            | Motståndare Resultat    | Motståndare Resultat    | Motståndare Resultat     | Motståndare Resultat  | Motståndare Resultat            | Placering        |
| ---------------------- | --------------- | ----------------------- | ----------------------- | ------------------------ | --------------------- | ------------------------------- | ---------------- |
| Mirzjan Rachimzjanov   | Flugvikt        | Serrano (PUR) W 42-23   | Balakshin (RUS) L 20-29 | Gick inte vidare         | Gick inte vidare      | Gick inte vidare                | Gick inte vidare |
| Galib Zjafarov         | Fjädervikt      | Mayanja (UGA) W RSC     | Khidirov (UZB) W 40-22  | Tisjtjenko (RUS) L 26-36 | Gick inte vidare      | Gick inte vidare                | Gick inte vidare |
| Serik Jeleuov          | Lättvikt        | BYE                     | Díaz (DOM) W 28-16      | Valentino (ITA) W 29-23  | Khan (GBR) L 26-40    | Gick inte vidare                | =                |
| Nurzjan Karimzjanov    | Lätt weltervikt | Navarro (MEX) W 48-31   | Nafil (MAR) W 33-13     | Georgiev (BUL) L 18-20   | Gick inte vidare      | Gick inte vidare                | Gick inte vidare |
| Baqtijar Artajev       | Weltervikt      | Tankeu (CMR) W WO       | Bashirov (TKM) W 33-23  | Polyakov (UKR) W RSC     | Saitov (RUS) W 20-18  | Final Aragón (CUB) W 36-26      | 1                |
| Gennadij Golovkin      | Mellanvikt      | BYE                     | Khan (PAK) W 31-10      | Yasser (EGY) W 31-20     | Dirrell (USA) W 23-18 | Final Gajdarbekov (RUS) L 18-28 | 2                |
| Bejbit Sjumenov        | Lätt tungvikt   | Kuziemski (POL) W 34-22 | Tarhan (TUR) L 19-27    | Gick inte vidare         | Gick inte vidare      | Gick inte vidare                | Gick inte vidare |
| Muchtarchan Dildäbekov | Supertungvikt   | i.u.                    | Köber (GER) W 28-18     | Povetkin (RUS) L 15-31   | Gick inte vidare      | Gick inte vidare                | Gick inte vidare |

## Brottning
Herrarnas fristil
| Idrottare            | Gren   | Första omgången                                                        | Avancemang | Kvartsfinaler        | Semifinaler          | Final                              |                  |
| Idrottare            | Gren   | Motståndare Resultat                                                   | Avancemang | Motståndare Resultat | Motståndare Resultat | Motståndare Resultat               |                  |
| -------------------- | ------ | ---------------------------------------------------------------------- | ---------- | -------------------- | -------------------- | ---------------------------------- | ---------------- |
| Baurzhan Orazgaliyev | 55 kg  | Pool 5 Zakharuk (UKR) L 1-3 Kantoyeu (BLR) L 1-4                       | 3          | Gick inte vidare     | Gick inte vidare     | Gick inte vidare                   | Gick inte vidare |
| Leonid Spiridonov    | 66 kg  | Pool 2 MacDonald (CAN) W 10-7 Barzakov (BUL) W 5-4                     | 1 Q        | Ikematsu (JPN) W 3-2 | Tedeyev (UKR) L 2-4  | Bronsmatch Murtazaliev (RUS) L 1-2 | 4                |
| Gennadij Lalijev     | 74 kg  | Pool 3 Ackerman (GBR) W 11-0 Gevorgyan (ARM) W TO                      | 1 Q        | Williams (USA) W 3-2 | Fundora (CUB) W 5-4  | Final Saitiev (RUS) L 0-7          | 2                |
| Magomed Kurugliyev   | 84 kg  | Pool 2 Borchanka (BLR) L 1-2 Sanderson (USA) L 2-4                     | 3          | Gick inte vidare     | Gick inte vidare     | Gick inte vidare                   | Gick inte vidare |
| Islam Bajramukov     | 96 kg  | Pool 3 Aghayev (AZE) L 2-7 Jacobs (NAM) W 7-1                          | 2          | Gick inte vidare     | Gick inte vidare     | Gick inte vidare                   | Gick inte vidare |
| Marid Mutalimov      | 120 kg | Pool 5 Mildzihov (KGZ) W 3-2 Miano-Petta (ITA) W 3-0 McCoy (USA) W 4-1 | 1 Q        | BYE                  | Rezaei (IRI) L 1-4   | Bronsmatch Polatçı (TUR) L 1-3     | 4                |

Grekisk-romersk
| Idrottare            | Gren   | Första omgången                                                            | Avancemang | Kvartsfinaler        | Semifinaler          | Final                                  |                  |
| Idrottare            | Gren   | Motståndare Resultat                                                       | Avancemang | Motståndare Resultat | Motståndare Resultat | Motståndare Resultat                   |                  |
| -------------------- | ------ | -------------------------------------------------------------------------- | ---------- | -------------------- | -------------------- | -------------------------------------- | ---------------- |
| Nurbakyt Tengizbajev | 55 kg  | Pool 5 Im (KOR) L 4-4 Sandu (ROU) L 0-6                                    | 3          | Gick inte vidare     | Gick inte vidare     | Gick inte vidare                       | Gick inte vidare |
| Nurlan Koizhaiganov  | 60 kg  | Pool 5 Fucile (ITA) W 7-0 Chachua (GEO) W 7-6                              | 1 Q        | Shevtsov (RUS) L 1-3 | Gick inte vidare     | Fifth Place Final Sasamoto (JPN) L 0-4 | 6                |
| Mchitar Manukjan     | 66 kg  | Pool 6 Zamanduridis (GER) W 3-2 Arkoudeas (GRE) W 4-1 Wood (USA) W 11-1    | 1 Q        | BYE                  | Eroğlu (TUR) L TO    | Bronsmatch Samuelsson (SWE) W 8-1      | 3                |
| Danil Khalimov       | 74 kg  | Pool 4 Manasherov (ISR) W 8-0 Recuero (ESP) W 3-2                          | 1 Q        | Bucher (SUI) L 0-3   | Gick inte vidare     | Femte plats-match Azcuy (CUB) W PA     | 5                |
| Aset Mambetov        | 96 kg  | Pool 7 Koutsioumpas (GRE) L 0-4 Sitnik (POL) L 0-3 Gaber (EGY) L TO        | 4          | Gick inte vidare     | Gick inte vidare     | Gick inte vidare                       | Gick inte vidare |
| Georgij Tsurtsumia   | 120 kg | Pool 5 Koutsioumpas (GRE) W 2-2 Giorgadze (GEO) L 2-2 Bengtsson (SWE) W TO | 1 Q        | BYE                  | Gardner (USA) W 4-1  | Final Baroyev (RUS) L 2-4              | 2                |

## Bågskytte
Herrar
| Idrottare            | Gren         | Rankningsomgång | Rankningsomgång | 32-delsfinaler          | Sextondelsfinaler            | Åttondelsfinaler     | Kvartsfinaler        | Semifinaler          | Final                | Final            |
| Idrottare            | Gren         | Poäng           | Seed            | Motståndare Resultat    | Motståndare Resultat         | Motståndare Resultat | Motståndare Resultat | Motståndare Resultat | Motståndare Resultat | Placering        |
| -------------------- | ------------ | --------------- | --------------- | ----------------------- | ---------------------------- | -------------------- | -------------------- | -------------------- | -------------------- | ---------------- |
| Stanislav Zabrodskiy | Individuellt | 651             | 29              | Custers (NED) W 145-141 | Park (KOR) L 164-164 (19-20) | Gick inte vidare     | Gick inte vidare     | Gick inte vidare     | Gick inte vidare     | Gick inte vidare |

Damer
| Idrottare               | Gren         | Rankningsomgång | Rankningsomgång | 32-delsfinaler          | Sextondelsfinaler        | Åttondelsfinaler     | Kvartsfinaler        | Semifinaler          | Final                | Final            |
| Idrottare               | Gren         | Poäng           | Seed            | Motståndare Resultat    | Motståndare Resultat     | Motståndare Resultat | Motståndare Resultat | Motståndare Resultat | Motståndare Resultat | Placering        |
| ----------------------- | ------------ | --------------- | --------------- | ----------------------- | ------------------------ | -------------------- | -------------------- | -------------------- | -------------------- | ---------------- |
| Viktoriya Beloslydtseva | Individuellt | 629             | 26              | Bridger (AUS) W 150-145 | Mospinek (POL) L 155-163 | Gick inte vidare     | Gick inte vidare     | Gick inte vidare     | Gick inte vidare     | Gick inte vidare |
| Olga Pilipova           | Individuellt | 616             | 48              | Folkard (GBR) L 128-139 | Gick inte vidare         | Gick inte vidare     | Gick inte vidare     | Gick inte vidare     | Gick inte vidare     | Gick inte vidare |

## Cykling

### Landsväg
Herrar
| Idrottare            | Gren                | Tid      | Placering |
| -------------------- | ------------------- | -------- | --------- |
| Maxim Iglinsky       | Herrarnas linjelopp | DNF      | x         |
| Andrey Kashechkin    | Herrarnas linjelopp | 5:50:35  | 70        |
| Andrey Mizurov       | Herrarnas linjelopp | 5:51:28  | 73        |
| Alexander Vinokourov | Herrarnas linjelopp | 5:41:56  | 35        |
| Serguei Yakovlev     | Herrarnas linjelopp | 5:48:48  | 53        |
| Andrey Kashechkin    | Herrarnas tempolopp | DNF      | x         |
| Alexander Vinokourov | Herrarnas tempolopp | 58:58.14 | 5         |

### Bana
Poänglopp
| Alexey Kolessov            | Herrarnas poänglopp | i.u. | i.u. | i.u. | i.u. | 1 Extra Lap 22 Points | 15 |
| Ilya Chernyshov Yuriy Yuda | Herrarnas Madison   | i.u. | i.u. | i.u. | i.u. | -1 Lap 2 Points       | 12 |

Förföljelse
| Idrottare             | Gren     | Kval | Kval             | Första omgången  | Första omgången  | Final            | Final     |
| Idrottare             | Gren     | Tid  | Placering        | Motståndare Tid  | Placering        | Motståndare Tid  | Placering |
| --------------------- | -------- | ---- | ---------------- | ---------------- | ---------------- | ---------------- | --------- |
| Herrarnas förföljelse | 4:29.676 | 14   | Gick inte vidare | Gick inte vidare | Gick inte vidare | Gick inte vidare |           |

## Friidrott
Herrar
Bana, maraton och gång
| Idrottare           | Gren              | Heat     | Heat      | Kvartsfinal | Kvartsfinal | Semifinal        | Semifinal        | Final            | Final            |
| Idrottare           | Gren              | Resultat | Placering | Resultat    | Placering   | Resultat         | Placering        | Resultat         | Placering        |
| ------------------- | ----------------- | -------- | --------- | ----------- | ----------- | ---------------- | ---------------- | ---------------- | ---------------- |
| Gennadiy Chernovol  | 100 meter         | 10.43    | 3 Q       | 10.42       | 7           | Gick inte vidare | Gick inte vidare | Gick inte vidare | Gick inte vidare |
| Mihail Kolganov     | 800 meter         | 1:47.36  | 6         | i.u.        | i.u.        | Gick inte vidare | Gick inte vidare | Gick inte vidare | Gick inte vidare |
| Yevgeniy Meleshenko | 400 meter häck    | 49.43    | 5 q       | i.u.        | i.u.        | 49.48            | 8                | Gick inte vidare | Gick inte vidare |
| Valeriy Borisov     | 20 kilometer gång | i.u.     | i.u.      | i.u.        | i.u.        | i.u.             | i.u.             | 1:27:39          | 27               |
| Sergey Korepanov    | 50 kilometer gång | i.u.     | i.u.      | i.u.        | i.u.        | i.u.             | i.u.             | 3:59:33          | 20               |
| Rustam Kuvatov      | 50 kilometer gång | i.u.     | i.u.      | i.u.        | i.u.        | i.u.             | i.u.             | 4:13:40          | 37               |

Fältgrenar och tiokamp
| Idrottare        | Gren     | Kval     | Kval      | Final            | Final            |
| Idrottare        | Gren     | Resultat | Placering | Resultat         | Placering        |
| ---------------- | -------- | -------- | --------- | ---------------- | ---------------- |
| Grigoriy Yegorov | Stavhopp | NM       | x         | Gick inte vidare | Gick inte vidare |
| Roman Valiyev    | Tresteg  | NM       | x         | Gick inte vidare | Gick inte vidare |

Herrar
Kombinerade grenar - Tiokamp
| Friidrottare   | Gren     | 100 m | LJ   | SP    | HJ   | 400 m | 110H  | DT    | PV   | JT    | 1500 m  | Final   | Placering |
| -------------- | -------- | ----- | ---- | ----- | ---- | ----- | ----- | ----- | ---- | ----- | ------- | ------- | --------- |
| Dmitriy Karpov | Resultat | 10.50 | 7.81 | 15.93 | 2.09 | 46.81 | 13.97 | 51.65 | 4.60 | 55.54 | 4:38.11 | 8725 AR | 3         |
| Dmitriy Karpov | Poäng    | 975   | 1012 | 847   | 887  | 968   | 978   | 905   | 790  | 671   | 692     | 8725 AR | 3         |

Damer
Bana, maraton och gång
| Idrottare                    | Gren              | Heat     | Heat      | Kvartsfinal      | Kvartsfinal      | Semifinal        | Semifinal        | Final            | Final            |
| Idrottare                    | Gren              | Resultat | Placering | Resultat         | Placering        | Resultat         | Placering        | Resultat         | Placering        |
| ---------------------------- | ----------------- | -------- | --------- | ---------------- | ---------------- | ---------------- | ---------------- | ---------------- | ---------------- |
| Viktoriya Koviyreva          | 100 meter         | 11.62    | 5         | Gick inte vidare | Gick inte vidare | Gick inte vidare | Gick inte vidare | Gick inte vidare | Gick inte vidare |
| Svetlana Bodritskaya         | 400 meter         | 53.35    | 6         | i.u.             | i.u.             | Gick inte vidare | Gick inte vidare | Gick inte vidare | Gick inte vidare |
| Tatyana Roslanova            | 800 meter         | 2:06.39  | 6         | i.u.             | i.u.             | Gick inte vidare | Gick inte vidare | Gick inte vidare | Gick inte vidare |
| Natalya Torshina-Alimzhanova | 400 meter häck    | 55.22    | 3 q       | i.u.             | i.u.             | 55.08            | 5                | Gick inte vidare | Gick inte vidare |
| Yelena Kuznetsova            | 20 kilometer gång | i.u.     | i.u.      | i.u.             | i.u.             | i.u.             | i.u.             | 1:49:08          | 50               |
| Svetlana Tolstaya            | 20 kilometer gång | i.u.     | i.u.      | i.u.             | i.u.             | i.u.             | i.u.             | 1:34:43          | 28               |

Fältgrenar och sjukamp
| Idrottare          | Gren        | Kval     | Kval      | Final            | Final            |
| Idrottare          | Gren        | Resultat | Placering | Resultat         | Placering        |
| ------------------ | ----------- | -------- | --------- | ---------------- | ---------------- |
| Marina Aitova      | Höjdhopp    | 1.85     | =31       | Gick inte vidare | Gick inte vidare |
| Yelena Kashcheyeva | Längdhopp   | 6.57     | 11 q      | 6.53             | 11               |
| Tatyana Bocharova  | Tresteg     | 13.81    | 25        | Gick inte vidare | Gick inte vidare |
| Iolanta Ulyeva     | Kulstötning | 14.88    | 35        | Gick inte vidare | Gick inte vidare |

Kombinerade grenar – Sjukamp
| Idrottare         | Gren     | 100H  | HJ   | SP    | 200 m | LJ   | JT    | 800 m   | Final | Placering |
| ----------------- | -------- | ----- | ---- | ----- | ----- | ---- | ----- | ------- | ----- | --------- |
| Svetlana Kazanina | Resultat | 14.99 | 1.70 | 12.38 | 26.31 | NM   | 39.92 | DNS     | DNF   | x         |
| Svetlana Kazanina | Poäng    | 843   | 855  | 686   | 770   | 0    | 666   | 0       | DNF   | x         |
| Irina Naumenko    | Resultat | 14.16 | 1.79 | 12.95 | 24.88 | 6.16 | 39.50 | 2:14.57 | 6000  | 22        |
| Irina Naumenko    | Poäng    | 956   | 966  | 724   | 898   | 899  | 658   | 899     | 6000  | 22        |

## Gymnastik

### Artistisk
Herrar
Mångkamp, ind.
| Idrottare         | Kval    | Kval    | Kval    | Kval    | Kval    | Kval    | Kval   | Kval      | Final   | Final   | Final   | Final   | Final   | Final   | Final  | Final     |
| Idrottare         | Redskap | Redskap | Redskap | Redskap | Redskap | Redskap | Totalt | Placering | Redskap | Redskap | Redskap | Redskap | Redskap | Redskap | Totalt | Placering |
| Idrottare         | F       | PH      | R       | V       | PB      | HB      | Totalt | Placering | F       | PH      | R       | V       | PB      | HB      | Totalt | Placering |
| ----------------- | ------- | ------- | ------- | ------- | ------- | ------- | ------ | --------- | ------- | ------- | ------- | ------- | ------- | ------- | ------ | --------- |
| Jernar Jerimbetov | 9.687   | 9.675   | 9.300   | 9.537   | 9.725 Q | 9.500   | 57.424 | 5 Q       | 9.312   | 8.962   | 9.537   | 9.625   | 9.225   | 9.737   | 56.398 | 14        |

Individuella finaler
| Gymnast           | Redskap | Poäng | Placering |
| ----------------- | ------- | ----- | --------- |
| Jernar Jerimbetov | Barr    | 9.737 | 8         |

### Rytmisk
| Idrottare       | Gren         | Kval     | Kval   | Kval   | Kval   | Kval    | Kval      | Final    | Final  | Final  | Final  | Final   | Final     |
| Idrottare       | Gren         | Tunnband | Boll   | Käglor | Band   | Totalt  | Placering | Tunnband | Boll   | Käglor | Band   | Totalt  | Placering |
| --------------- | ------------ | -------- | ------ | ------ | ------ | ------- | --------- | -------- | ------ | ------ | ------ | ------- | --------- |
| Alija Jussupova | Individuellt | 25.800   | 26.150 | 25.725 | 23.825 | 101.500 | 5 Q       | 25.500   | 26.600 | 26.325 | 25.550 | 103.975 | 4         |

## Judo
Herrar
| Bazarbek Donbay       | Extra lättvikt (-60 kg) | Rebahi (ALG) W 1000-0000                  | Khergiani (GEO) L 0000-0010     | Gick inte vidare           | Gick inte vidare | Uematsu (ESP) L 0001-0200 | Gick inte vidare              | Gick inte vidare            | Gick inte vidare | Gick inte vidare |
| Muratbek Kipshakbayev | Halv lättvikt (-66 kg)  | Jacinto (DOM) W 0100-0000                 | Mijalković (SCG) W 0002-0001    | Georgiev (BUL) L 0001-0100 | Gick inte vidare | i.u.                      | Margoshvili (GEO) L 0001-0010 | Gick inte vidare            | Gick inte vidare | Gick inte vidare |
| Sagdat Sadykov        | Lättvikt (-73 kg)       | Preliminary Round Pedro (USA) L 0000-1001 | Gick inte vidare                | Gick inte vidare           | Gick inte vidare | Gick inte vidare          | Gick inte vidare              | Gick inte vidare            | Gick inte vidare | Gick inte vidare |
| Asqat Zjitkejev       | Halv tungvikt (-100 kg) | Makarau (BLR) L 0010-1010                 | Gick inte vidare                | Gick inte vidare           | Gick inte vidare | Peltola (FIN) W 0221-0001 | Jikurauli (GEO) W 1000-0000   | Miraliyev (AZE) L 0001-0021 | Gick inte vidare | Gick inte vidare |
| Yeldos Ikhsangaliyev  | Tungvikt (+100 kg)      | Lazame (IRQ) W 1000-0000                  | van der Geest (NED) L 0001-1001 | Gick inte vidare           | Gick inte vidare | Gick inte vidare          | Gick inte vidare              | Gick inte vidare            | Gick inte vidare | Gick inte vidare |

Damer
| Tatyana Shishkina  | Extra lättvikt (-48 kg) | Orozco (COL) W 0012-0011 | Dumitru (ROU) L 0000-1011 | Gick inte vidare | Gick inte vidare | BYE              | Zemla-Krajewska (POL) L 0100-1000 | Gick inte vidare | Gick inte vidare | Gick inte vidare |
| Sholpan Kaliyeva   | Halv lättvikt (-52 kg)  | BYE                      | Heylen (BEL) L 0000-1000  | Gick inte vidare | Gick inte vidare | Gick inte vidare | Gick inte vidare                  | Gick inte vidare | Gick inte vidare | Gick inte vidare |
| Varvara Massyagina | Halv tungvikt (-78 kg)  | Kubes (USA) L 0000-1000  | Gick inte vidare          | Gick inte vidare | Gick inte vidare | Gick inte vidare | Gick inte vidare                  | Gick inte vidare | Gick inte vidare | Gick inte vidare |

## Kanotsport
Sprint
| Kanotist                           | Gren                 | Heat     | Heat      | Semifinal        | Semifinal        | Final            | Final            |
| Kanotist                           | Gren                 | Tid      | Placering | Tid              | Placering        | Tid              | Placering        |
| ---------------------------------- | -------------------- | -------- | --------- | ---------------- | ---------------- | ---------------- | ---------------- |
| Kaisar Nurmaganbetov               | Herrarnas C-1 500 m  | 1:55.636 | 6 QS      | 1:53.333         | 5                | Gick inte vidare | Gick inte vidare |
| Kaisar Nurmaganbetov               | Herrarnas C-1 1000 m | 4:00.486 | 5 QS      | 3:57.804         | 5                | Gick inte vidare | Gick inte vidare |
| Natalya Sergeyeva                  | Herrarnas K-1 500 m  | DSQ      | x         | Gick inte vidare | Gick inte vidare | Gick inte vidare | Gick inte vidare |
| Natalya Sergeyeva Ellina Uzhakhova | Herrarnas K-2 500 m  | 1:46.710 | 8 QS      | 1:46.214         | 6                | Gick inte vidare | Gick inte vidare |

## Konstsim
| Idrottare                    | Gren           | Teknisk rutin | Teknisk rutin | Fri rutin (inledande) | Fri rutin (inledande)  | Fri rutin (inledande) | Fri rutin (final) | Fri rutin (final)      | Fri rutin (final) |
| Idrottare                    | Gren           | Poäng         | Placering     | Poäng                 | Totalt (teknisk + fri) | Placering             | Placering         | Totalt (teknisk + fri) | Placering         |
| ---------------------------- | -------------- | ------------- | ------------- | --------------------- | ---------------------- | --------------------- | ----------------- | ---------------------- | ----------------- |
| Aliya Karimova Arna Toktagan | Damernas duett | 42.250        | 42.667        | 84.917                | 18                     | Gick inte vidare      | Gick inte vidare  | Gick inte vidare       |                   |

## Modern femkamp
| Idrottare          | Gren | Skytte   | Skytte | Fäktning | Fäktning | Simning  | Simning | Ridning | Ridning  | Löpning  | Löpning | Totalpoäng | Placering |
| Idrottare          | Gren | Resultat | Poäng  | Resultat | Poäng    | Resultat | Poäng   | Straff  | Poäng    | Resultat | Poäng   | Totalpoäng | Placering |
| ------------------ | ---- | -------- | ------ | -------- | -------- | -------- | ------- | ------- | -------- | -------- | ------- | ---------- | --------- |
| Lada Jiyenbalanova | 158  | 832      | 17-14  | 860      | 2:18,49  | 1260     | 56      | 1144    | 11:25,45 | 980      | 5076    | 14         |           |
| Lyudmila Shumilova | 170  | 976      | 7-24   | 568      | 2:27,22  | 1156     | 168     | 1032    | 11:43,41 | 908      | 4640    | 30         |           |

## Taekwondo
| Idrottare           | Gren             | Åttondelsfinaler     | Kvartsfinaler        | Semifinaer           | Återkval               | Bronsmatch            | Final                | Final     |
| Idrottare           | Gren             | Motståndare Resultat | Motståndare Resultat | Motståndare Resultat | Motståndare Resultat   | Motståndare Resultat  | Motståndare Resultat | Placering |
| ------------------- | ---------------- | -------------------- | -------------------- | -------------------- | ---------------------- | --------------------- | -------------------- | --------- |
| Adilkhan Sagindykov | Herrarnas +80 kg | Moon D-S (KOR) L 2–7 | Gick inte vidare     | Gick inte vidare     | García (ESP) W 5–5 SUP | Kamal (JOR) L 2–2 SUP | Gick inte vidare     | 5         |

## Triathlon
| Triathlet          | Gren                | Simning (1,5 km) | Trans 1 | Cykling (40 km) | Trans 2 | Löpning (10 km) | Total tid  | Placering |
| ------------------ | ------------------- | ---------------- | ------- | --------------- | ------- | --------------- | ---------- | --------- |
| Dmitriy Gaag       | Herrarnas triathlon | 18:29            | 0:17    | 1:05:23         | 0:19    | 32:36           | 1:56:28,97 | 25        |
| Daniil Sapunov     | Herrarnas triathlon | 18:14            | 0:19    | 1:02:41         | 0:20    | 33:38           | 1:54:33,15 | 17        |
| Ekaterina Shatnaya | Damernas triathlon  | 22:00            | 0:22    | 1:16:50         | 0:25    | 40:36           | 2:19:26,75 | 41        |